# Pearl Jam
Pour l'album éponyme du groupe, voir Pearl Jam (album).
Pearl Jam est un groupe de rock américain, originaire de Seattle, ville de l'État de Washington. Formé en 1990, par le guitariste Stone Gossard et le bassiste Jeff Ament, Pearl Jam est l'un des groupes les plus populaires du mouvement grunge, formant ainsi aux côtés de Soundgarden, Nirvana et Alice in Chains le Big Four of Seattle. En 2005, les lecteurs du USA Today élisent Pearl Jam « meilleur groupe américain de rock ». Outre leur engagement scénique, le quintet de Seattle s'est fait remarquer par son engagement politique anti-Bush et humanitaire.
En 2012, le groupe recense pas loin de 32 millions de disques vendus aux États-Unis et approximativement 60 millions à l'international,. Pearl Jam est considéré comme un des groupes les plus importants des années 1990. Stephen Thomas Erlewine d'AllMusic considère Pearl Jam comme « le groupe américain de rock 'n roll le plus populaire des années 90. » Le groupe a été inscrit au Rock and Roll Hall of Fame le 7 avril 2017, pour sa première année d'éligibilité.

## Biographie

### Formation et débuts (1984–1990)

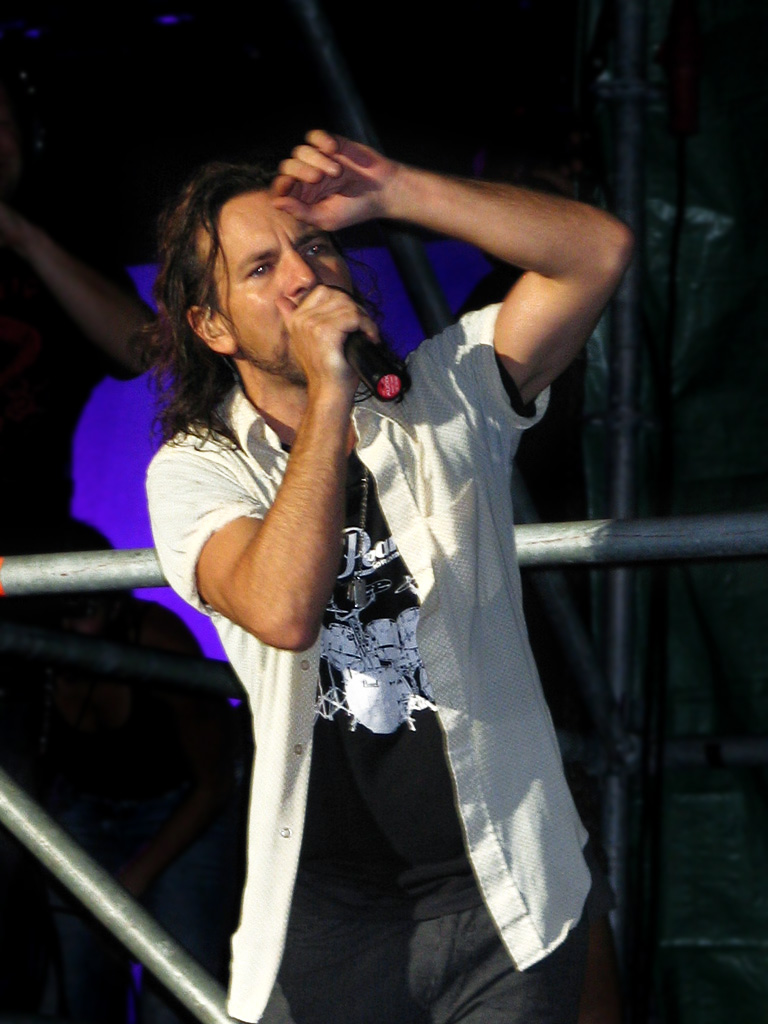
Eddie Vedder, en concert en Italie en 2006.

Le guitariste Stone Gossard et le bassiste Jeff Ament sont pour la première fois réunis au sein du groupe Green River, avec Mark Arm et Steve Turner. Après la séparation du groupe, les deux derniers forment le groupe Mudhoney, tandis que Gossard et Ament rejoignent Andrew Wood pour former le groupe Lords of Wasteland, plus tard renommé Mother Love Bone, avec Greg Gilmore et Bruce Fairwaither. Le groupe se sépare avec la mort de son chanteur, Andrew Wood, qui succombe à une overdose d'héroïne avant la sortie de leur premier album, Apple quatre mois plus tard. Son ami Chris Cornell, chanteur du groupe Soundgarden, enregistre un album à sa mémoire. Cet album prend le nom de Temple of the Dog d'après les paroles d'une chanson d'Andrew Wood : y sont réunis Gossard, Ament, McCready et Cameron, ancien batteur du groupe Soundgarden. Sur le titre Hunger Strike, Eddie Vedder accompagne Chris Cornell au chant. Stone Gossard commence à travailler seul et à emmagasiner quelques compositions dans une cassette intitulée Stone Gossard Demos, incluant trois instrumentaux ; il rencontre vite Mike McCready, un guitariste soliste depuis peu sans groupe. Ament les rejoint peu de temps après. Les trois musiciens réalisent très vite qu’ils tiennent quelque chose de valable.
Le groupe n’ayant toujours trouvé ni de nom ni de chanteur, Gossard commence à distribuer une cassette audio de cinq démos à ses amis en espérant qu’elles finiront entre de bonnes mains. Ils la donnent à l’ancien membre des Red Hot Chili Peppers, Jack Irons, espérant qu'il les rejoigne ou qu'il la distribue à d'autres chanteurs potentiels. Irons confie la cassette à l’une de ses connaissances résidant à San Diego, Eddie Vedder. Vedder travaille la nuit dans une station service et passe son temps à écrire et interpréter des chansons avec un groupe local nommé Bad Radio. Vedder écoute brièvement les démos de Gossard et commence à écrire les paroles des trois instrumentaux, (Alive, Once et Footsteps), dans ce qu'il décrira par la suite un « mini-opéra » intitulé Momma-Son. Vedder renvoie la cassette avec sa voix en fond aux musiciens de Seattle, assez impressionnés pour finalement auditionner Vedder. Après une semaine, Vedder rejoint le groupe.
Après l'audition du batteur Dave Krusen, le groupe emprunte le nom de Mookie Blaylock, en référence à l'ancien basketteur de NBA. Le groupe lance son premier show officiel au Off Ramp Café de Seattle le 22 octobre 1990 et signe ensuite avec le label Epic Records, puis se rebaptisent Pearl Jam. Dans une ancienne interview, Vedder explique que le nom de Pearl Jam s'inspire de sa grand-mère Pearl, mariée à un natif-américain, qui ajoutait un ingrédient secret dans une recette à base de peyotl (peyote-laced jam). En 2006, cependant, dans une interview avec Rolling Stone, Vedder admet que cette explication « était totalement bidon » mais que sa grand-mère s'appelait réellement Pearl. Ament et McCready expliquent qu'Ament voulait se baser sur le mot pearl, et que leur nom s'inspirera d'un concert de Neil Young.

### Tenet explosion du grunge (1991–1992)
Pearl Jam entre aux London Bridge Studios de Seattle en mars 1991 afin d'enregistrer leur premier album, Ten,,. Krusen quitte le groupe en mai 1991 après ses cours de rééducation ; il est remplacé par Matt Chamberlain, ancien membre de Edie Brickell and New Bohemians. Après quelques shows, l'un d'entre eux inclus dans le clip vidéo du titre Alive, Chamberlain part pour se joindre au groupe Saturday Night Live.
Publié le 27 août 1991, Ten (titre inspiré du numéro de maillot du joueur de basket Mookie Blaylock) se compose de onze titres traîtant de sujets sombres comme la dépression, le suicide, la solitude, et le meurtre. Le style musical de l'album, inspiré par le rock classique, mélange « vocabulaire harmonique » et son anthémique. L'album se vend doucement, mais devient un vrai succès à la seconde moitié de 1992, durant laquelle il sera certifié disque d'or et aura atteint la deuxième place du classement Billboard. Ten se compose des hits Alive, Even Flow et Jeremy. Originellement considéré comme un hymne par certains, Vedder révèle plus tard que le titre Alive raconte une histoire demi-biographique d'un fils découvrant que son père est en réalité son beau-père. La chanson Jeremy et son clip vidéo s'inspirent d'une histoire vraie dans laquelle un étudiant se suicide par balle devant ses camarades de classe. Ten reste dans le classement Billboard pendant près de cinq ans, et devient le meilleur album rock jamais vendu, certifié treize fois disque de platine par la  RIAA.
Avec le succès de Ten, Pearl Jam devient un groupe clé dans l'explosion commerciale du grunge, aux côtés d'Alice in Chains, de Nirvana, et Soundgarden. Le groupe est critiqué par la presse spécialisée ; le magazine britannique NME accuse Pearl Jam de « voler l'argent des jeunes naïfs. » Kurt Cobain de Nirvana attaque furieusement Pearl Jam, expliquant que ce sont des vendus qui composent « uniquement pour le fric » décrivant Ten comme un faux album d'alternatif. Cobain se réconcilie plus tard avec Vedder, et se quitteront en bons termes avant le décès de Cobain en 1994.
Pearl Jam tourne dix fois pour la promotion de Ten. Ament explique que « Ten n'était qu'un prétexte pour partir en tournée » disant que « on a dit à notre label, 'On est persuadé d'être un bon groupe, alors laissez-nous l'occasion de jouer en public'. » Le manager du groupe, Kelly Curtis, explique que « quand les gens les ont vus jouer en live, ça aurait continué. Faire une première tournée, vous savez quelque part que ça ne se serait jamais arrêté,. » Au début du parcours musical de Pearl Jam, le groupe est connu pour ses intenses performances sur scène. En ce temps, Vedder explique que « jouer de la musique puis apprendre à enregistrer, avoir un public et tout ça, c'est un peu comme partir à l'aventure ». En 1992, Pearl Jam fait ses débuts dans les émissions Saturday Night Live et MTV Unplugged et participe à la tournée Lollapalooza avec notamment Red Hot Chili Peppers, Soundgarden, et Ministry.

### Vs.,Vitalogyet succès (1993–1995)
Les membres du groupe ont commencé à se sentir mal à l'aise face à leur succès, la popularité du groupe pesant particulièrement sur Eddie Vedder,. Pearl Jam ayant remporté quatre récompenses aux MTV Video Music Awards de 1993 pour la vidéo du titre Jeremy, incluant les catégories « vidéo de l'année » et « meilleure vidéo de groupe », le groupe refuse la vidéo pour Black à cause d'une trop grande pression exercée par leur label. Cette action mènera à d'autres refus de la part du groupe pour la réalisation des vidéos.
Pearl Jam entre en studio au début de 1993 confronté au succès de leur premier album. McCready explique que « le groupe a fait un grand pas et on est devenu fou. » Publié le 9 octobre 1993, le deuxième album de Pearl Jam, Vs., vendu à 950 378 exemplaires dès la première semaine, affole tous les compteurs de ventes et des classements. L'album brise tous les records de ventes d'un album en une semaine, un record par la suite brisé par Garth Brooks et son album Double Live en 1998. Vs. se compose des singles Go, Daughter, Animal, et Dissident. Paul Evans de Rolling Stone explique que « peu de groupes américains ont su atteindre le succès comme ils l'ont clairement fait avec Ten ; et Vs. arrive même à surpasser leur premier album. » Le groupe décide, en commençant par Vs., de réduire leur succès. Les membres refusent de produire le clip vidéo de leur titre à succès Jeremy et optent pour moins d'apparitions télévisées et d'interviews. La presse compare la tournée de Pearl Jam cette année à celles de Led Zeppelin, durant lesquelles le groupe « ignore la presse et adresse sa musique directement à ses fans. »
En 1994, Pearl Jam est « sur tous les fronts », comme le décrit leur manager à cette période. Le journaliste Chuck Philips rapporte des pratiques abusives menées par la société de vente de billets Ticketmaster pour voler la clientèle de Pearl Jam. Pearl Jam découvre scandalisé, après une tournée effectuée à Chicago, dans l'Illinois, que Ticketmaster avait ajouté des frais au prix de leurs tickets. Pearl Jam s'était engagé à maintenir leur prix bas mais Fred Rosen de Ticketmaster, refusait de prendre en charge les frais des billets. Pearl Jam écrit et enregistre de nouvelles chansons pendant leur tournée Vs. et la majeure partie de ces chansons incluses dans l'album à venir, Vitalogy, est enregistrée pendant leurs jours de repos. Des tensions commencent en parallèle à se faire sentir au sein du groupe. Le producteur Brendan O'Brien explique que « pour Vitalogy, c'était assez tendu. Et je suis poli—ça commençait à péter doucement,. » Une fois l'enregistrement de Vitalogy achevé, le batteur Dave Abbruzzese est renvoyé du groupe. Le groupe cite des divergences politiques entre Abbruzzese et les autres membres ; par exemple, Abbruzzese ne souhaitait pas leur boycott de Ticketmaster,. Il est remplacé par Jack Irons, un ami proche de Vedder et ancien batteur des Red Hot Chili Peppers. Irons fait ses débuts en 1994 au Bridge School Benefit de Neil Young, mais n'est annoncé comme batteur officiel du groupe qu'en 1995 lors d'une diffusion pirate de Self-Pollution par radio satellite.
Vitalogy est publié le 22 novembre 1994 en format vinyle et deux semaines plus tard le 6 décembre 1994 sous formats CD et cassette audio. Le CD devient le deuxième album le plus rapidement vendu de l'histoire avec plus de 877 000 exemplaires en une semaine. Stephen Thomas Erlewine d'AllMusic explique que « grâce à sa maigre production, Vitalogy est l'album le plus original et incontournable de Pearl Jam ». Certaines chansons de l'album sembleraient se baser sur le stress exercé par la gloire. La chanson Spin the Black Circle, un hommage au vinyle, remporte un Grammy Award en 1996 dans la catégorie de « meilleure performance de hard rock ». Vitalogy inclut les chansons Not for You, Corduroy, Better Man, et Immortality. Le groupe continue son boycott de Ticketmaster lors de leur tournée Vitalogy, mais se disent surpris qu'aucun autre groupe ne s'est joint à leur cause.

### No CodeetYield(1996–1999)

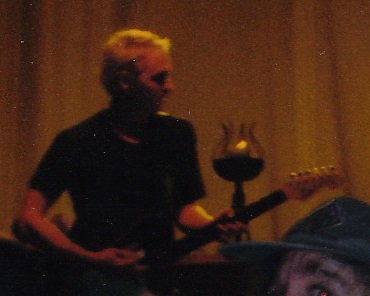
Mike McCready à Columbia (Maryland), le 18 septembre 1998.

Après leur tournée pour Vitalogy, le groupe entre en studio afin d'enregistrer l'album suivant No Code. Vedder explique : « composer No Code; c'était pour gagner de la perspective. » Publié en 1996, No Code est considéré comme une pause délibérée du son du groupe depuis la sortie de Ten en faveur de ballades expérimentales et de garage rock bruitiste. David Browne de Entertainment Weekly explique que « No Code montre une plus grande variété d'humeur et d'instrumentation que le précédent opus de Pearl Jam. » Les thèmes lyriques de l'album se concentrent sur des problèmes de perceptions de soi, Ament expliquant : « Quelque part, ça ressemble à l'histoire du groupe. Ça parle de grandir. » Même si l'album débute à la première place du Billboard, il dégringole rapidement du classement.
Après une brève tournée pour No Code, le groupe entre à nouveau en studio en 1997. Les sessions pour leur cinquième album représentent un effort considérable entre les membres du groupe, Ament expliquant que « tout le monde avait son mot à dire sur l'album... à cause de ça, tout le monde se sentait comme s'il faisait totalement partie du groupe ». Le 3 février 1998, Pearl Jam publie son cinquième album, Yield. L'album est cité comme un retour du groupe aux origines, avec un son plus rock. Dans ses paroles, Yield continue dans la ligne plus contemplative de No Code, Vedder expliquant : « ce qui était de la rage dans le passé est devenue de la réflexion. » Yield débute deuxième du Billboard, mais dégringole rapidement comme No Code. Il inclut les singles Given to Fly et Wishlist . Le groupe engage le dessinateur Todd McFarlane pour créer un clip vidéo de leur titre Do the Evolution extrait de l'album, son premier clip depuis 1992.
En avril 1998, Pearl Jam change encore de batteur. Jack Irons quitte le groupe insatisfait des tournées, et est temporairement remplacé par l'ancien batteur de Soundgarden Matt Cameron, qui devient par la suite membre permanent. Le Yield Tour du groupe en Amérique du Nord marque le retour du groupe dans des tournées aux proportions énormes. La tournée de 1998 est un succès.

### Binauralet tragédie de Roskilde (2000–2001)
Avec la sortie en mai 2000 du sixième album studio du groupe, Binaural, un mélange de No Code et Yield. Nothing As It Seems, le premier single, dégage une grande puissance ainsi qu’une mélancolie déjà rencontrée auparavant, tandis que l’on trouve d’autres morceaux plus nerveux, comme Gods’ Dice. En juin 2000, l’histoire du groupe est marquée par un drame, avec neuf morts et trente-sept blessés au festival de Roskilde au Danemark. Le groupe, marqué par la tragédie, annule la fin de sa tournée européenne. Le groupe se remet au travail, entame sa tournée américaine le 3 août à Virginia Beach pour terminer le 6 novembre à Seattle.
Pour faire plaisir à ses fans et pour lutter contre le piratage, le groupe décide de sortir en CD l'intégralité des concerts de la tournée (sauf celui de Roskilde), soit au total 72 CD ! Cinq d'entre eux entrent dans le top 200 des ventes mondiales (dont les concerts de Katowice et Londres). C'est la première fois qu'un groupe réussit à placer plusieurs lives dans le top 200.
Le groupe décide de sortir au printemps 2001 un DVD Touring Band 2000 présentant des extraits de concerts de la tournée américaine, et comprenant des bonus de la tournée européenne.

### Riot Act(2002–2005)
Après deux années d'inactivité du groupe, dont certains membres ont participé à des projets parallèles, Pearl Jam enregistre en studio en février 2002 pour préparer la sortie du septième album, le dernier le liant au label Epic (Sony Music). Celui-ci sort le 12 novembre 2002 et s'intitule Riot Act. Les singles extraits de l'album sont I Am Mine, Save You et Love Boat Captain.
Après avoir sorti en édition limitée un DVD du concert donné au Showbox de Seattle le 6 décembre 2002, la tournée Riot Act' commence au printemps 2003, Pearl Jam passant cette fois en Australie et Asie, puis aux États-Unis. Les piratages officiels de chaque concert sont disponibles sur le site du Tenclub, mais un seul concert représentatif de chaque continent est vendu en magasin (Perth pour l'Australie, Tokyo pour le Japon, State College pour la tournée US 1, New York #1 et #2 ainsi que Boston #3 pour la tournée US II)
Un double album de raretés dénommé Lost Dogs sort le 10 novembre 2003, reprenant trente titres rares et inédits depuis la création du groupe en 1991 (ainsi qu'un morceau caché en hommage à Layne Staley d'Alice in Chains, mort d'une overdose l’année précédente), en même temps que le DVD Live at the Garden, concert donné au Madison Square Garden de New York le 8 juillet 2003, avec quelques bonus.
Pearl Jam a composé un morceau dénommé Man Of The Hour pour la bande originale du film Big Fish, de Tim Burton, sorti en 2004. Au dernier trimestre 2005, ils partent en tournée en Amérique du Nord et en Amérique latine.

### Pearl Jam(2006–2008)
Le 2 mai 2006 sort le huitième album, éponyme. Trois singles s'y sont succédé : World Wide Suicide (sorti le 7 mars), Life Wasted (sorti en juin) et Gone (sorti le 5 septembre). Pour promouvoir l'album, le groupe participe à de nombreuses émissions de télévision au cours des mois d'avril et de mai, notamment au Saturday Night Live, au VH1 Storytellers et au Late Show de David Letterman.
Le groupe débute ensuite une nouvelle tournée nord-américaine (du 9 mai au 23 juillet 2006), puis européenne du 23 août au 30 septembre, pour conclure en Australie jusqu'au mois de novembre. Pearl Jam annonce en janvier 2007, que le groupe compte reprendre la route vers « les vieux pays » en juin 2007.

### Rééditions etBackspacer(2009–2012)
En juin 2009, le groupe annonce la sortie prochaine de leur nouvel album Backspacer et commence à jouer quelques titres en live. Cet opus sort le 20 septembre 2009 et se classe directement no 1 au US Billboard, no 9 au Royaume-Uni et no 1 au Canada ainsi qu’en Australie. Cet album est plus enclin à dévoiler un son plus brut que dans les précédents, avec moins de solos de guitares. Le groupe renoue avec un succès commercial assez considérable (succès qu’il n'avait jamais perdu mais qui est renforcé, particulièrement aux États-Unis) tout en effectuant une mini-tournée de cinq dates en Europe ainsi qu’une vingtaine de dates en Amérique du Nord. Le groupe continue en Australie pour cinq concerts, suivis de deux en Nouvelle-Zélande. Le groupe annonce aussi dans une interview au magazine Rock & Folk qu'ils comptent retourner en studio fin 2010. « On a tellement pris de plaisir en composant cet album, puisqu’on est revenu à une méthode sans prise de tête, plus directe, qu’on a tous très envie de retourner le plus vite possible là-bas car on sait qu'on en est capable ! » accorde Eddie Vedder lors de cet entretien.[réf. nécessaire]

### Lightning Boltet Hall of Fame (2013-2017)
Le 11 juillet 2013, le groupe annonce son 10e album studio intitulé Lightning Bolt ; la date de sortie internationale est le 14 octobre 2013 et le premier single est Mind Your Manners. Avec la vente de 166 000 albums la première semaine, Lightning Bolt devient le 5e album de Pearl Jam à être N°1 du Billboard 200.

### Gigaton(depuis 2020)
Au début de leur tournée de 2018, Pearl Jam dévoile une nouvelle chanson Can't Deny Me,.
Le 13 janvier 2020, le groupe annonce leur 11e album studio Gigaton, qui sortira le 27 mars 2020, sept ans après le précédent. En plus de la sortie de l'album, Pearl Jam annonce une tournée en Amérique du Nord pour mars et avril 2020. En raison de la Pandémie de Covid-19, la tournée est reportée,. Le 7 Juillet 2025, Matt Cameron annonce son départ du groupe.

## Style musical
En comparaison avec les autres groupes grunge au début des années 1990, la musique de Pearl Jam est nettement moins lourde et nous ramène à un style proche du classic rock des années 1970. Pearl Jam a cité beaucoup de groupes de punk rock et de classic rock comme influences artistiques tels que Fugazi, The Who, Led Zeppelin, Neil Young, Kiss et les Ramones,. Le succès de Pearl Jam est attribué à sa sonorité, qui fusionne « le rock de base, les riffs lourd des années 1970 avec la colère du post-punk des années 1980, sans jamais négliger les riffs et les chœurs. » Le style rythmique de Gossard est connu pour son sens du rythme et son groove tandis que le style solo de McCready, est influencé par des artistes tels que Jimi Hendrix et Stevie Ray Vaughan.

## Engagement écologique
En avril 2010, le groupe rejoint la cause de la protection des forêts, en offrant 210 000 dollars à Cascade Land Conservancy, une association de protection des forêts.

## Discographie

### Albums studio
- 1991 : Ten
- 1993 : Vs.
- 1994 : Vitalogy
- 1996 : No Code
- 1998 : Yield
- 2000 : Binaural
- 2002 : Riot Act
- 2006 : Pearl Jam
- 2009 : Backspacer
- 2013 : Lightning Bolt
- 2020 : Gigaton
- 2024 : Dark Matter

### Autres albums
- 1994 : Dissident - Live in Atlanta (triple EP)
- 1995 : Mirror Ball (avec Neil Young)
- 1995 : Merkin Ball  (EP)
- 1998 : Live on Two Legs
- 2000 : European Bootlegs
  - Live in Verona
- 2003 : Lost Dogs (en) (compilation de faces B et raretés)
- 2004 : Live at Benaroya Hall (Live)
- 2004 : Rearviewmirror : Greatest Hits 1991-2003 (compilation - best of)
- 2006 : Live at Easy Street
- 2007 : Live at the Gorge 05/06 (coffret 7 CD)
- 2011 : Live on Ten Legs (Compilation Live 2003-2010)
- 2017 : Let's Play Two (Live au stade de Wrigley Fields)

### Autres participations
En 1996 et 1999, Pearl Jam participe, aux côtés de grands noms du rock, aux compilations enregistrées en faveur du collectif Music for our Mother Ocean, pour la sauvegarde des océans et de la nature. On y retrouve deux faces B : Gremmie Out of Control (1996, MOM 1) et The Whale Song (1999, MOM 3). En 1993, le groupe participe à la B.O. du film Judgment Night avec le groupe de rap Cypress Hill. On peut également écouter le groupe sur diverses B.O. d'œuvres cinématographiques, où il compose Man Of The Hour pour le film Big Fish de Tim Burton (2004), tandis qu'Eddie Vedder écrit et interprète Dead Man dans le film Dead Man Walking de Tim Robbins (1995) et revisite les Beatles dans I Am Sam de Jessie Nelson (2002) avec You've Got To Hide Your Love Away. En 2007, on retrouve Eddie Vedder sur la bande originale du film I'm Not There de Todd Haynes, long métrage retraçant la vie de Bob Dylan. Au milieu d'une pléthore d'artistes contemporains, le chanteur de Pearl Jam interprète All Along the Watchtower avec The Million Dollar Bashers. Janvier 2008, sort en France le nouveau film de Sean Penn, Into the Wild dont la quasi-intégralité des chansons qui l'illustrent ont été composées et interprétées par Eddie Vedder, lequel signe là un grand disque country/folk, loin des envolées rageuses habituelles de Pearl Jam.
Eddie Vedder a chanté aux côtés des Ramones lors de leur dernier concert en 1996.

## Membres

### Membres actuels
- Eddie Vedder – chant, guitare rythmique, (depuis 1990)
- Mike McCready – guitare solo, chœurs (depuis 1990)
- Stone Gossard – guitares solo et rythmique, chœurs (depuis 1990)
- Jeff Ament – basse, chœurs (depuis 1990)

### Anciens membres
- Dave Krusen – batterie, percussions (1990–1991)
- Matt Chamberlain – batterie, percussions (1991)
- Dave Abbruzzese – batterie, percussions (1991–1994)
- Jack Irons – batterie, percussions (1994–1998)
- Matt Cameron - batterie, percussions (1998-2025)